# 宗凤鸣

宗凤鸣（1920年1月19日—2010年1月7日），河南濮阳人，《赵紫阳软禁中的谈话》一书的编者。

## 生平
1938年加入中国共产党。1954年3月至1956年6月任北京工业学院党委书记。1981年至1983年4月任北京航空学院党委副书记。1986年退休。后受邀兼任经济体制改革研究会的研究员。
1991年7月至2004年10月，他以气功师的身份，多次前往北京富强胡同探望赵紫阳（两人也是同乡、战友）。后他将赵的谈话整理成书。2005年4月，新加坡海峡时报记者程翔在广州被捕，媒体称当时他前往中国就是意图获取该书稿，但中国外交部发言人孔泉否认这种说法，宗凤鸣对媒体表示“没有见过程翔本人，并否认通过程翔把手稿带到海外”。
此書出版時作者收到當局的壓力，公安曾數次上門找宗鳳鳴談話，并威脅家人要是出版此書就是“反革命”，但宗凤鸣没有屈服。2007年1月《赵紫阳软禁中的谈话》由香港开放出版社出版。后有媒体报道他可能因出版该书，而遭软禁。2008年8月，该书日文版在东京发行。2010年1月7日凌晨，宗凤鸣因胃出血于北京逝世，享年90岁。

## 评价
吴国光评价“世有宗凤鸣，后有赵紫阳晚年思想”。

## 引用
1. 1 2  宗凤鸣先生告别仪式在北京举行 （页面存档备份，存于），大纪元，2010年1月10日
2. ↑  . www.bit.edu.cn.   [2017-02-13]. （原始内容存档于2017-02-13）.
3. ↑  . 1361.buaa.edu.cn.   [2017-02-13]. （原始内容存档于2017-02-14）.
4. ↑  鲍彤 序[永久]，2006年9月10日
5. ↑  程翔被捕与赵紫阳秘密资料，德国之声，2005年6月2日
6. ↑  采访金钟谈《开放》0七年二月号内容(2) （页面存档备份，存于），自由亚洲电台，2007年2月10日
7. ↑  美关注程翔被捕宗凤鸣称继续出书 Archive.today的存檔，存档日期2013-04-28，VOA，2005年6月1日
8. ↑  《赵紫阳软禁中的谈话》香港出版 大陆能否传播考验当局 （页面存档备份，存于），自由亚洲电台，2007年2月9日
9. ↑  《赵紫阳软禁中的谈话》作者宗凤鸣遭软禁？[永久]，德国之声，2007年3月9日
10. ↑  一笔等待继承人的丰厚遗产 （页面存档备份，存于），吴国光